# Smriti

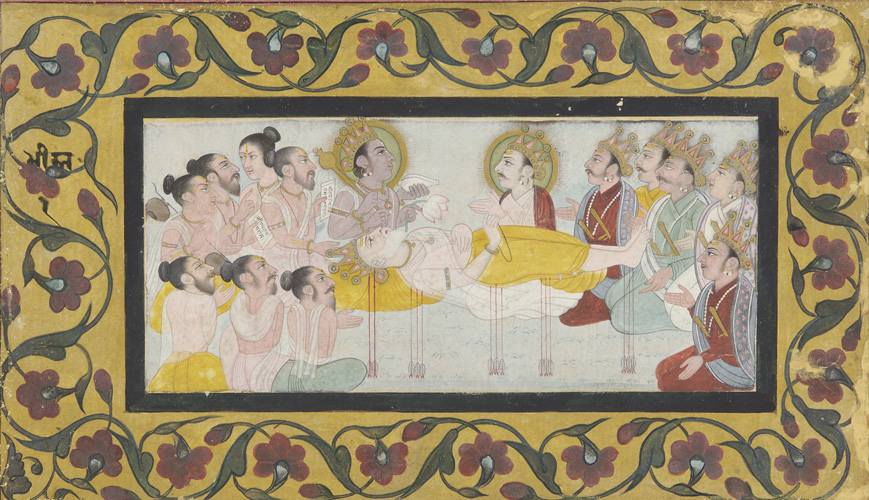
De dood van Bhishma, scène uit de Mahabharata, die meestal tot de smriti-geschriften gerekend wordt. Punjab, 18e eeuw

Smriti (Sanskriet: smṛti, devanagari: स्मृति, van smŗ, smarati, zich herinneren) zijn religieuze hindoegeschriften, waarvan wordt aangenomen dat ze op een goddelijke openbaring berusten, maar door mensen zijn gecomponeerd en doorverteld. Smriti-teksten hebben minder autoriteit dan shruti-teksten, het andere type heilige geschriften, dat verondersteld wordt direct opgevangen goddelijke vibraties van de kosmos te zijn. 

## Indeling
De shruti-geschriften zijn de vier Veda's, de Rig-Veda, de Atharva-Veda, de Yajur-Veda en de Sama-Veda, verder onder te verdelen in Samhita's, Brahmana's, Aranyaka's en Upanishads. Deze teksten bestaan voornamelijk uit rituele voorschriften, hymnen en metafysische, mystieke filosofie. Volgens hindoes zijn ze rechtstreeks afkomstig van het goddelijke, terwijl de openbaring van de smriti-geschriften minder direct ervaren en herinnerd is. Beide geschriften worden echter niet gezien als zijnde in competitie met elkaar. 
Tot de smriti, die uit vele soorten van aanvullende geschriften (shastra's) bestaan, behoren onder andere de Purana's, de literatuur van de verschillende hindoeïstische sekten, en de Itihasa's, de grote epen. Samen bevatten ze de verhalen van de hindoeïstische mythologie. De Purana's bevatten daarnaast de hymnen en rituele voorschriften voor de verering van individuele goden. Er bestaan achttien grote en achttien kleine (upa-) Purana's. De belangrijkste is de Bhagavata Purana of Srimad Bhagavatam, het verhaal van de fortuinlijke – Krishna – de avatar van de god Vishnu. 
De Itihasa's vormen individuele geschiedenissen in de vorm van twee grote epen. Dit zijn de Ramayana, het verhaal van de Vishnu-avatar Rama, en de Mahabharata die het verhaal van de Bharata-oorlog onder de Kuru's beschrijft. De Kali Yuga, het ijzeren of politieke tijdperk van de redetwist, werd door deze oorlog ingeluid. Het bekendste deel van de Mahabharata is de Bhagavad Gita, waarin de hindoeistische ethiek, die gebaseerd is op de concepten van dharma en karma, uiteengezet wordt.
De achttien belangrijkste smriti-teksten zijn:
- Manu Smriti
- Yajnavalkya Smriti
- Parasara Smriti
- Vishnu Smriti
- Daksha Smriti
- Samvarta Smriti
- Vyasa Smriti
- Harita Smriti
- Satatapa Smriti
- Vasishtha Smriti
- Yama Smriti
- Apastamba Smriti
- Gautama Smriti
- Devala Smriti
- Sankha-Likhita Smriti
- Usana Smriti
- Atri Smriti
- Saunaka Smriti